# Zustandsakkusativ
Der Zustandsakkusativ (arabisch الحال, DMG al-Ḥāl) im Arabischen ist eine Nominalform im indeterminierten Akkusativ (Suffix: -an), welche einen Zustand bezeichnet, der gleichzeitig mit der durch das Verb beschriebenen Handlung abläuft, – prädikativ zum Verb. Somit hat der Akkusativ in dieser Verwendung eine besondere Funktion, die nicht der Kennzeichnung eines direkten Objektes dient.
Der Zustandsakkusativ wird als indeterminierter Akkusativ mit Nunation (-n) bis auf wenige Ausnahmen mit dem Buchstaben Alif (arabisch ا) mit Fathatan am Ende geschrieben.
Der erweiterte Zustandsakkusativ ist oft gleichwertig mit einem syndetischen Satz.

## Verwendung
Der Zustandsakkusativ wird oft in reflexiven Verben verwendet, bei denen das Subjekt gleichzeitig Objekt ist, wie z. B. "sich fühlen" oder "sich freuen". Ein Beispiel für den Zustandsakkusativ ist der Satz "Ich fühle mich gut", in welchem "mich" das Akkusativobjekt des Zustands ist, das beschreibt, wie der Sprecher sich fühlt. 

## Beispiele
- qāmat ʾilayhi bakīyat-an „sie trat zu ihm weinend“
- ǧamīʿ-an steht für „insgesamt/gemeinsam“
- wāḥid-an mit folgendem Stützwort bedeutet „allein“

Der erste Beispielsatz könnte statt mit Ḥāl-Akkusativ auch durch einen Zustandssatz ausgedrückt werden.